# ماريان فان دير توري
ماريان فان دير توري (بالهولندية: Marianne van der Torre)‏ هي لاعب كرة مضرب هولندية، ولدت في 18 أغسطس 1961 في روتردام في هولندا.

## وصلات خارجية
- ماريان فان دير توري على موقع رابطة محترفات التنس (الإنجليزية)
- ماريان فان دير توري على موقع الاتحاد الدولي لكرة المضرب (الإنجليزية)
- ماريان فان دير توري على موقع كأس بيلي جين كينغ (الإنجليزية)
- ماريان فان دير توري على موقع بطولة ويمبلدون (الإنجليزية)
- ماريان فان دير توري على موقع خلاصة التنس.كوم (الإنجليزية)